# 王廣心
王廣心（1610年—1691年），字伊人，號農山，直隸松江府華亭縣張堰（今上海市金山區）人，明末清初政治人物。

## 生平
其家為松江府望族，少年時以詩文聞名。明崇禎五年（1632年）入進步文社幾社。明亡後仕清，順治五年（1648年）戊子科舉人，順治六年（1649年）己丑科進士，授行人司行人，升兵部武選司主事、監察御史。

## 家族
子王頊齡、王鴻緒、王九齡，均為進士。